# جون دوفي (لاعب كرة قدم)
جون دوفي (بالإنجليزية: John Duffy)‏ (24 أغسطس 1929 بدندي في المملكة المتحدة - 2004) هو لاعب كرة قدم بريطاني في مركز نصف الجناح. لعب مع نادي ساوثيند يونايتد ونادي سلتيك ونادي اربوراث وHill of Beath Hawthorn F.C. ‏ وSt Anthony's F.C. ‏.